# نهر فيكتوريا (الإقليم الشمالي)
نهر فكتوريا هو نهر في الإقليم الشمالي لأستراليا، سُمِّي باسم نهر مولر فكتوريا نسبةً إلى العالم الألماني الجغرافي فرديناند فون مولر، تتدفق مياهُه حتى 560 كم حتى يدخل خليج جوزيف بونابرت في بحر تيمور.